# Lago Agnes
El lago Agnes es un pequeño lago de montaña que se encuentra en el Parque Nacional Banff, en la provincia de Alberta, Canadá. 
Tiene una superficie de 0,52 km² y está a unos tres kilómetros y medio de distancia a pie del lago Louise, más grande y conocido. Se encuentra a una altitud de 2134 metros sobre el nivel del mar. 
Hay una cabaña en la orilla este y, además, existe una senda a lo largo de la orilla norte. Esta senda da media vuelta antes de comenzar a ascender al Big Beehive. También se puede encontrar, antes del giro del camino, una ruta hacia el monte Niblock.
El Little Beehive puede ascenderse hacia el este del lago Agnes. Desde la cima puede verse la "Continental Divide", la división continental norteamericana.
- Datos: Q581838
- Multimedia: Lake Agnes / Q581838